# Campeloma brevispirum
Campeloma brevispirum är en snäckart som beskrevs av F. C. Baker 1928. Campeloma brevispirum ingår i släktet Campeloma och familjen sumpsnäckor. Inga underarter finns listade i Catalogue of Life.